# Attribution du changement climatique récent
L'attribution du changement climatique récent est le travail entrepris pour déterminer scientifiquement les mécanismes responsables du changement climatique récent et des changements climatiques induits sur la Terre. L’effort s’est concentré sur les changements observés au cours de la période de relevés de température instrumentale, en particulier au cours des cinquante dernières années. C’est la période durant laquelle l’activité humaine a connu la croissance la plus rapide et pour laquelle on dispose de relevés atmosphériques au-dessus de la surface. Selon le Groupe d'experts intergouvernemental sur l'évolution du climat (GIEC), il est en 2023 « sans équivoque » que le réchauffement de la planète est dû aux activités humaines.
Les principaux effets des activités humaines qui contribuent au changement climatique sont :
- l'augmentation des concentrations atmosphériques de gaz à effet de serre, contribuant au réchauffement ;
- les modifications de la surface terrestre, telles que la déforestation, contribuant au réchauffement ;
- l'augmentation des concentrations atmosphériques d'aérosols, produisant principalement un effet de refroidissement.

En plus des activités humaines, certains mécanismes naturels peuvent contribuer au changement climatique, comme les oscillations climatiques, des modifications de l'activité solaire ou de l'activité volcanique.
De nombreuses données scientifiques permettent d'attribuer le changement climatique récent principalement aux activités humaines. En effet :
- les concentrations de gaz à effet de serre dans l'atmosphère ont augmenté et leurs propriétés de réchauffement climatique sont bien établies ;
- l'analyse des changements climatiques passés suggèrent que les changements récents de température observés à la surface de la Terre sont inhabituels ;
- les causes naturelles seules (telles que l'activité solaire ou volcanique) ne suffisent pas à expliquer le réchauffement observé ;
- les modèles climatiques informatiques ne peuvent pas reproduire le réchauffement observé sans prendre en compte les émissions de gaz à effet de serre liées à l'activité humaine.

L'attribution par le GIEC du réchauffement climatique récent aux activités humaines est une vision largement partagée par la communauté scientifique,,,.

## Contexte

La courbe de Keeling montre l'augmentation à long terme des concentrations de dioxyde de carbone dans l'atmosphère depuis 1958. Les moyennes mensuelles des mesures de montrent des oscillations saisonnières dans une tendance à la hausse. Le maximum de chaque année a lieu à la fin du printemps dans l'hémisphère nord.

Les facteurs qui affectent le climat de la Terre peuvent être décomposés en rétroactions et forçages:7. Un forçage est une sollicitation imposée de l'extérieur au système climatique. Les forçages incluent des phénomènes naturels tels que les éruptions volcaniques et les variations d'intensité solaire. Les activités humaines peuvent également produire des forçages, par exemple en modifiant la composition de l'atmosphère.
Le forçage radiatif représente la façon dont divers facteurs modifient le bilan énergétique de l'atmosphère terrestre. Un forçage radiatif positif aura pour effet d'augmenter l'énergie du système Terre-atmosphère, entrainant un réchauffement climatique. Entre le début de la révolution industrielle en 1750 et l’année 2005, l’augmentation de la concentration atmosphérique de dioxyde de carbone (de formule chimique CO2) a conduit à un forçage radiatif positif, en moyenne sur la superficie terrestre, d'environ 1,66 W/m2 (watts par mètre carré).
Les rétroactions climatiques peuvent soit amplifier soit atténuer la réaction du climat à un forçage donné:7. Il existe de nombreux mécanismes de rétroaction dans le système climatique qui peuvent amplifier (rétroaction positive) ou atténuer (rétroaction négative) les effets d'une variation de forçage climatique.
Le système climatique est sensible aux variations de forçage. Le système climatique montre une variabilité interne, à la fois en présence et en absence de forçage (voir images ci-contre). Cette variabilité interne est le résultat d'interactions complexes internes au système climatique, telles que le couplage atmosphère-océan. Un exemple de variabilité interne est le phénomène El Niño – Oscillation australe.

## Détection et attribution

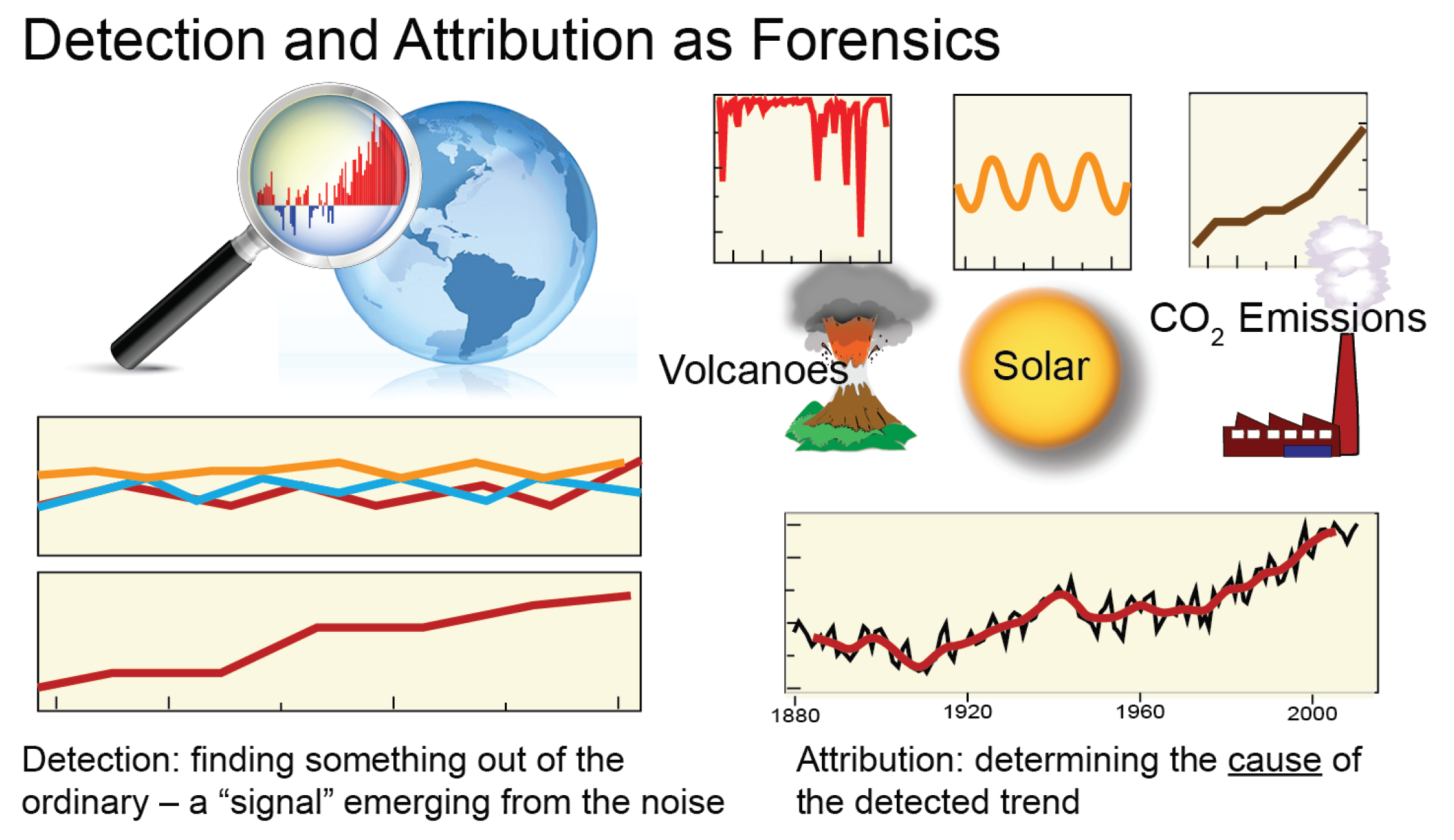
Les facteurs naturels pris en compte pour la détection et l’attribution, incluent généralement les variations d'intensité du rayonnement solaire et des éruptions volcaniques, ainsi que les variations naturelles tels que El Niño et La Niña. Les facteurs humains incluent les émissions de gaz à effet de serre et de particules absorbant la chaleur, ainsi que la déforestation ou d'autres réaffectation des sols. Source de la figure: NOAA NCDC.

Les notions de détection et d’attribution de données climatiques ont une définition précise dans la littérature sur les changements climatiques, comme indiqué par le GIEC. La détection d'un signal climatique n'implique pas nécessairement une attribution significative. Le quatrième rapport d'évaluation du GIEC indique qu'« il est extrêmement probable que les activités humaines aient exercé une influence considérable sur le climat depuis 1750 » où « extrêmement probable » indique une probabilité supérieure à 95 %. La détection d'un signal nécessite de démontrer qu'un changement observé est statistiquement non conforme à celui pouvant être expliqué par la seule variabilité naturelle interne.
L'attribution d'un signal nécessite de démontrer :
- qu'il est peu probable qu'il soit dû seulement à la variabilité interne ;
- qu'il est cohérent avec des réponses correspondant à une combinaison donnée de forçages anthropiques et naturels ;
- qu'il n'est pas compatible avec d'autres explications physiquement plausibles du changement climatique récent qui n'incluraient pas des éléments importants de cette combinaison de forçages.

## Principales attributions

### Gaz à effet de serre

#### Vapeur d'eau

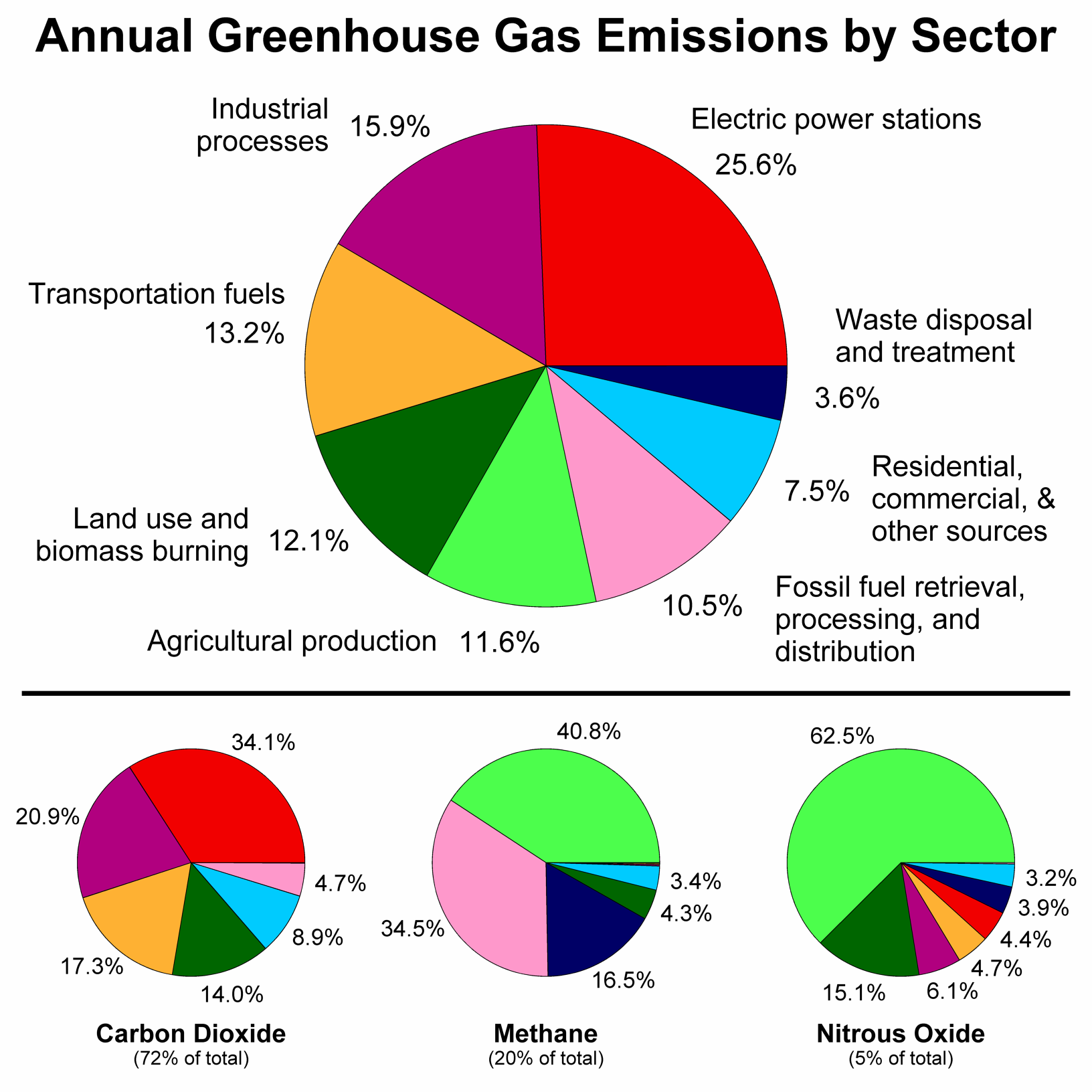
Base de données d'émissions pour la recherche atmosphérique mondiale, version 4.2, fast track 2010 project

La vapeur d'eau est le gaz à effet de serre le plus abondant dans l'atmosphère et celui qui contribue le plus à l'effet de serre naturel, bien que sa demi-vie dans l'atmosphère soit courte (environ 10 jours). Certaines activités humaines peuvent influer localement sur le taux de vapeur d'eau. Toutefois, à l'échelle mondiale, la concentration de vapeur d'eau est régulée par la température, qui influe sur les taux d'évaporation et de précipitation. Par conséquent, la concentration globale de vapeur d'eau n'est pas significativement affectée par les émissions humaines directes.

#### Dioxyde de carbone
Le dioxyde de carbone (CO2) est le gaz à effet de serre le plus impliqué dans le changement climatique récent. Le CO2 est émis et absorbé naturellement dans le cadre du cycle du carbone, par la respiration, la photosynthèse des plantes, les échanges océan-atmosphère et les éruptions volcaniques. Les activités humaines, telles que la combustion d'hydrocarbures fossiles et des modifications de l’utilisation des sols (voir ci-dessous), libèrent de grandes quantités de carbone, conduisant à une augmentation de la concentration de CO2 dans l'atmosphère,.
Les mesures de haute précision du CO2 atmosphérique, initiées par Charles David Keeling en 1958, constitue la série chronologique maitresse documentant l’évolution de la composition de l’atmosphère. Ces données sont emblématiques du changement climatique en ce sens qu'elles prouvent l'effet des activités humaines sur la composition chimique de l'atmosphère terrestre.
En mai 2019, la concentration de CO2 dans l'atmosphère atteignait 415 ppm. La dernière fois où ce niveau a été atteint remonte à la période comprise entre 2,6 et 5,3 millions d'années. Sans intervention humaine, ce taux aurait été de 280 ppm.

#### Méthane et autres gaz à effet de serre
Avec le CO2, le méthane et, dans une moindre mesure, le protoxyde d'azote sont également des facteurs de forçage importants contribuant à l'effet de serre. Le protocole de Kyoto les énumère avec les hydrofluorocarbures (HFC), les perfluorocarbures (PFC) et l'hexafluorure de soufre (SF6), qui sont des gaz entièrement artificiels, contribuant au forçage radiatif. Le graphique ci-dessous attribue les émissions anthropiques de gaz à effet de serre à huit principaux secteurs économiques, dont les principaux contributeurs sont les centrales électriques (beaucoup d'entre elles brulant du charbon ou d'autres combustibles fossiles), les procédés industriels, les combustibles destinés aux transports (généralement les combustibles fossiles) et les sous-produits agricoles (principalement du méthane issu de fermentation anaérobie et du protoxyde d'azote résultant de l'utilisation d'engrais azotés).

### Utilisation des terres
Le changement climatique est attribué à l'utilisation des terres pour deux raisons principales. Entre 1750 et 2007, environ les deux tiers des émissions de CO2 anthropique ont été produites par la combustion de combustibles fossiles, le tiers restant étant dû aux changements d'affectation des sols, principalement à la déforestation. La déforestation réduit à la fois la quantité de dioxyde de carbone absorbée par les régions déboisées et libère directement des gaz à effet de serre, ainsi que des aérosols, du fait de la combustion de biomasse qui l'accompagne souvent.
Certaines des causes du changement climatique sont moins médiatisées. Par exemple, le recul des populations d’éléphants ou de singes contribuent à la déforestation et donc au changement climatique.
Une deuxième raison pour laquelle le changement climatique a été attribué à l'utilisation des terres est que celle-ci affecte souvent l'albédo terrestre, ce qui induit un forçage radiatif. Toutefois, cet effet a un impact plus local que global.

#### Bétail et utilisation des terres
À l'échelle mondiale, l'élevage mobilise 70 % de l'ensemble des terres à usage agricole, soit 30 % de la surface terrestre hors glace. Plus de 18 % des émissions anthropiques de gaz à effet de serre sont attribuables au bétail ou à des pratiques liées à l'élevage telles que la déforestation ou d'autres pratiques agricoles consommatrices de carburant.
Les attributions relatives au secteur de l'élevage regroupent :
- 9 % des émissions anthropiques mondiales de dioxyde de carbone ;
- 35 à 40 % des émissions mondiales de méthane anthropiques (principalement dues à la fermentation entérique et au fumier) ;
- 64 % des émissions anthropiques mondiales de protoxyde d'azote, principalement dues à l'utilisation d'engrais[25].

Selon une étude parue en novembre 2019 sur l’opinion publique et le climat, 46% de la population mondiale pense que l’agriculture et l'élevage contribuent “ assez “ ou “ beaucoup ” au changement climatique.

## Attribution du changement climatique duXXesiècle

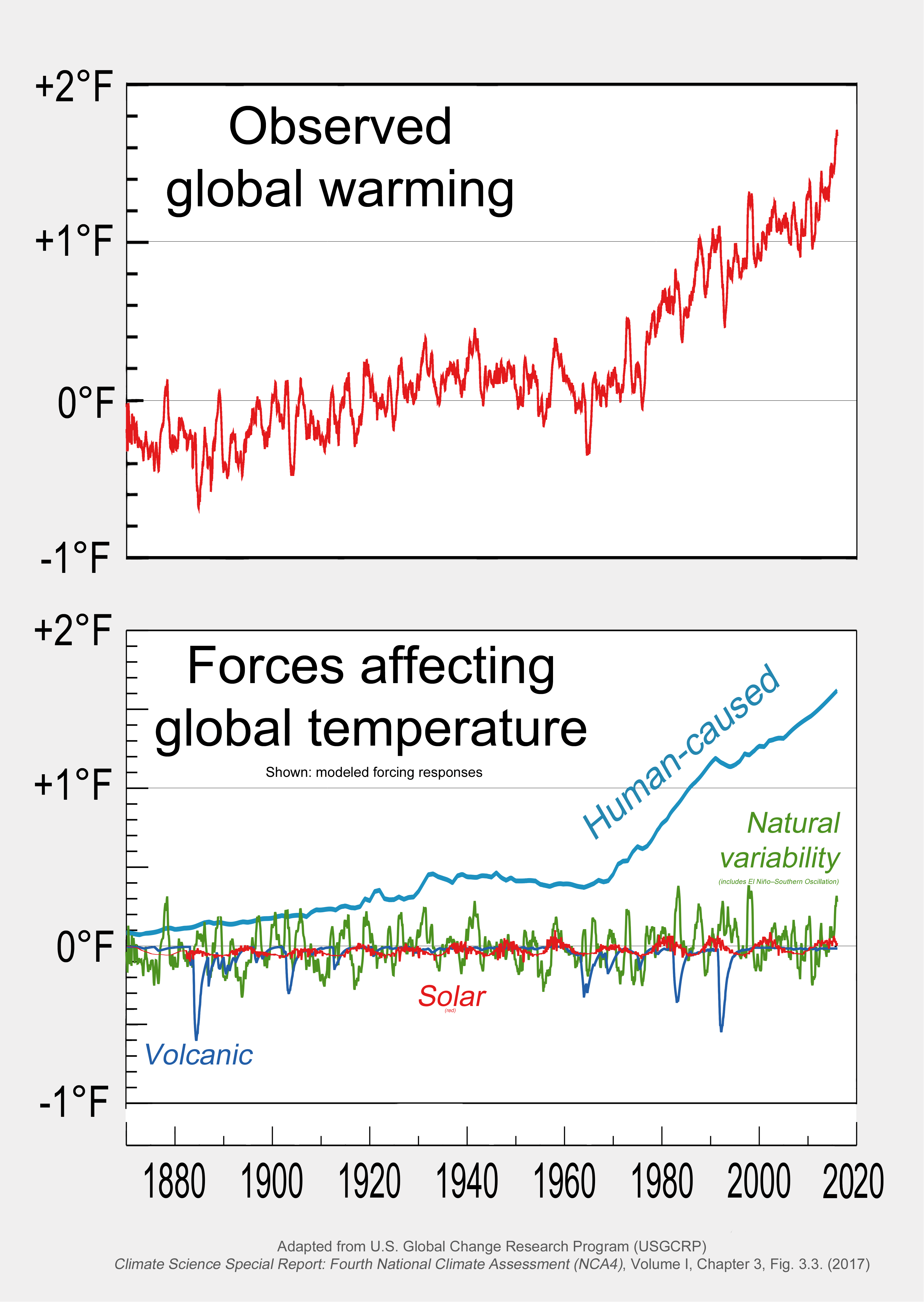
Une reconstruction du modèle climatique global de variation de la température au cours du XXe siècle à partir des principaux facteurs de forçage et la variation de température attribuée à chacun.

### Forçages anthropiques et naturels

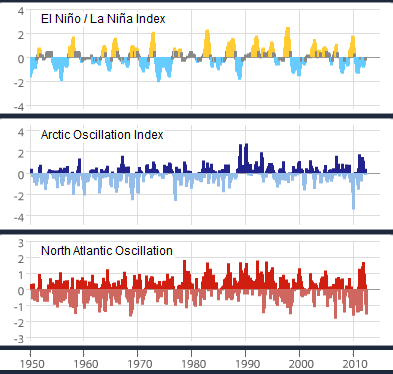
Trois exemples de variabilité interne du climat mesurée entre 1950 et 2012 : l'oscillation australe El Niño, l'oscillation arctique et l'oscillation nord-atlantique.

Au cours des 150 dernières années, les activités humaines ont rejeté de plus en plus de gaz à effet de serre dans l'atmosphère. Cela a entrainé une augmentation de la température moyenne du globe, ce qu'on appelle le changement climatique. D'autres effets des activités humaine ont une influence sur la température. Par exemple, on pense que les aérosols à base de sulfate ont un effet de refroidissement. Des facteurs naturels interviennent également. Selon les relevés de température instrumentale du siècle dernier, la température de l'air à la surface de la Terre s'est élevée de 0,74 ± 0,18 °C.
Une question historiquement décisive pour la recherche sur les changements climatiques a été de déterminer l’importance relative de l’activité humaine par rapports aux causes non anthropiques au cours de la période des enregistrements instrumentaux. Dans son deuxième rapport d'évaluation de 1995, le GIEC a largement déclaré que « la confrontation des données suggère une influence humaine discernable sur le climat mondial ». L'expression « balance of evidence » fait référence au niveau de preuve de la common law britannique exigé par les tribunaux civils par opposition aux tribunaux pénaux pour qui il faut des preuves « au-delà de tout doute raisonnable ». En 2001, le troisième rapport d'évaluation du GIEC précisait :
« Il existe de nouvelles preuves plus solides que la majeure partie du réchauffement observé au cours des 50 dernières années est imputable aux activités humaines ». Le quatrième rapport d'évaluation de 2007 a renforcé cette constatation : « Le réchauffement anthropique du système climatique est généralisé et peut être détecté dans les observations de température effectuées à la surface, dans l'atmosphère libre et dans les océans. Les preuves de l'effet d'influences externes, anthropiques et naturelles, sur le système climatique ont continué à s'accumuler depuis le troisième rapport d'évaluation ».
Parmi les autres conclusions du quatrième rapport d'évaluation du GIEC, on peut noter :
- « Il est extrêmement improbable (P < 5 %)[31] que le schéma de réchauffement planétaire observé au cours des cinquante dernières années puisse s'expliquer sans forçage externe (c.-à-d. qu'il ne peut pas être décrit comme le résultat de la seule variabilité interne) et très improbable[31] qu'il soit uniquement dû à des causes externes naturelles connues. Le réchauffement s'est produit, à la fois dans l'océan et dans l'atmosphère, et à un moment où les facteurs de forçage externes naturels auraient plutôt induit un refroidissement[32]. »
- « D'après les nouvelles estimations du forçage anthropique combiné dû aux gaz à effet de serre, aux aérosols et aux changements dans l’utilisation des sols, il est extrêmement probable (P > 95%)[31] que les activités humaines exercent une influence notable sur le climat depuis 1750[33]. »
- « Il est pratiquement certain[31] que les aérosols anthropiques produisent un forçage radiatif net négatif (induisant un refroidissement) d'une plus grande amplitude dans l'hémisphère nord que dans l'hémisphère sud[33]. »

Le sixième rapport d'évaluation du GIEC, publié en 2023, indique quant à lui que l'origine anthropique du réchauffement observé est « sans équivoque »,,,.
Au cours des cinq dernières décennies, le réchauffement de la planète a été d'environ 0,65 °C à la surface de la Terre (voir l'historique des températures relevées). Parmi les facteurs susceptibles de modifier la température moyenne mondiale, il convient de citer la variabilité interne du système climatique, le forçage externe, une augmentation de la concentration de gaz à effet de serre ou toute combinaison de ceux-ci. Les études en cours indiquent que l’augmentation des gaz à effet de serre, notamment de CO2, est le principal responsable du réchauffement observé. Les preuves à l'appui de cette conclusion incluent :
- les estimations de la variabilité interne à partir de modèles climatiques et les reconstructions des températures passées indiquent qu'il est peu probable que le réchauffement soit entièrement naturel ;
- les modèles climatiques de forçage par des facteurs naturels et l'augmentation des gaz à effet de serre et des aérosols reproduisent les changements de température observés à l'échelle mondiale contrairement aux modèles forcés par les seuls facteurs naturels[29] ;
- les méthodes d'« empreinte digitale » (voir ci-dessous) révèle une signature de changement plus proche de celle attendue du forçage par les gaz à effet de serre que des seuls facteurs naturels[38] ;
- le plateau du réchauffement climatique observé des années 1940 aux années 1960 peut être attribué en grande partie au refroidissement par les aérosols de sulfate[39].

### Attributions détaillées

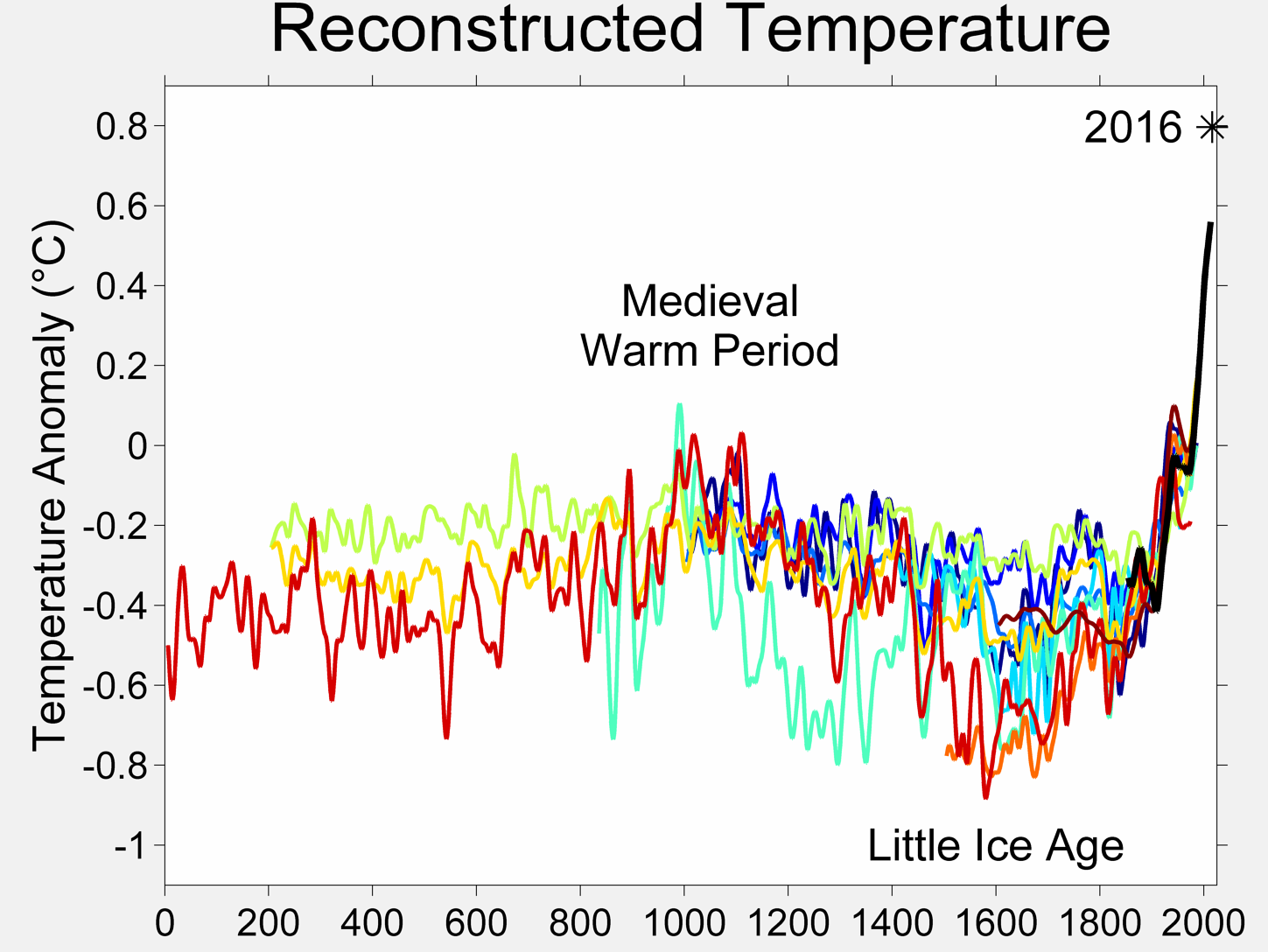
Pour l'hémisphère Nord, la température de ces dernières décennies semble avoir été la plus chaude depuis environ l'an 1000, et le réchauffement depuis la fin du est sans précédent depuis 1000 ans. Les données plus anciennes sont insuffisantes pour fournir des estimations fiables de la température hémisphérique.

Les évaluations scientifiques récentes ont montré que le réchauffement de la surface de la Terre au cours des 50 dernières années était principalement dû aux activités humaines (voir également la section consacrée à la littérature scientifique et à l'opinion publique). Cette conclusion repose sur de multiples éléments de preuve. De même que le « signal » du réchauffement a progressivement émergé du « bruit » de la variabilité naturelle du climat, les preuves scientifiques de l'influence humaine sur le climat mondial se sont accumulées au cours des dernières décennies, basées sur plusieurs centaines d'études. Aucune étude ne s'inscrit en faux. Aucune étude ni combinaison d’études n’ont remis en cause le grand nombre de preuves étayant la conclusion selon laquelle l’activité humaine est le principal facteur du réchauffement récent.
Le premier niveau de preuves est basé sur une compréhension physique de comment les gaz à effet de serre retiennent la chaleur, de comment le système climatique réagit à l'augmentation des gaz à effet de serre et de la manière dont les autres facteurs humains ou naturels influencent le climat.
Le deuxième niveau de preuves provient d’estimations indirectes des changements climatiques au cours des 1 000 à 2 000 dernières années. Ces enregistrements sont obtenus à partir d’organismes vivants et de leurs vestiges (comme les anneaux de croissance des arbres ou les coraux) et à partir de dosages d'éléments chimiques (comme le rapport entre les isotopes plus légers et plus lourds de l’oxygène dans les carottes de glace), qui se modifient de manière mesurable avec les changements climatiques. La leçon à tirer de ces données est que les températures à la surface de la planète au cours des dernières décennies sont clairement inhabituelles, en ce sens qu’elles étaient plus élevées qu’au cours des 400 dernières années. Pour l'hémisphère nord, la récente hausse de température est clairement inhabituelle depuis au moins 1 000 ans (voir le graphique ci-contre).
Le troisième niveau de preuve est basé sur une large concordance qualitative entre les changements climatiques observés et les simulations numériques de comment le climat devrait évoluer en réponse aux activités humaines. Par exemple, lorsque les modèles climatiques utilisent des augmentations historiques de gaz à effet de serre, ils montrent un réchauffement progressif de la Terre et de la surface des océans, une augmentation de la charge calorifique de l'océan et de la température de la basse atmosphère, une élévation du niveau de la mer, un recul de la banquise et du manteau neigeux, le refroidissement de la stratosphère, une augmentation de la quantité de vapeur d'eau atmosphérique et une modification à grande échelle des régimes de pressions et de précipitations. Or, ces réponses prévues par les modèles climatiques, ainsi que d’autres, concordent avec les observations.

#### «Empreinte digitale»

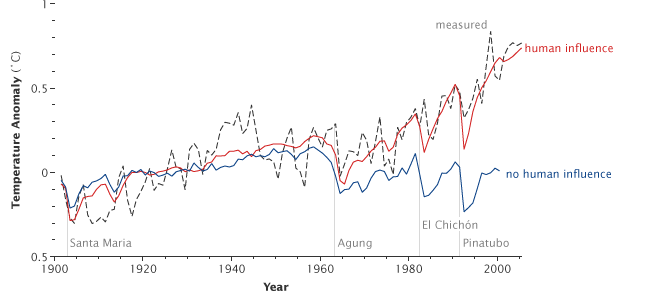
Les reconstitutions de la température globale incluant les hausses duesaux gaz à effet de serre et autres influences humaines (ligne rouge, basée sur de nombreux modèles), suivent bien l’évolution des températures mesurées (ligne pointillée) ; celles qui n'incluent que des influences naturelles (ligne bleue, basée sur de nombreux modèles) prédisent un léger refroidissement, qui ne s'est pas produit. La capacité des modèles à générer des historiques réalistes de la température globale est validée par leur réponse à quatre éruptions volcaniques du XXe siècle : chaque éruption provoquait un bref refroidissement qui apparaissait à la fois dans les enregistrements observés et modélisés.

Enfin, il existe un faisceau de preuves statistiques apportées par des études dites d'« empreintes digitales ». Chaque facteur qui influe sur le climat a sa propre signature en termes de réponse climatique, de même que chaque personne a une empreinte digitale unique. Les études d'empreintes digitales exploitent ces signatures uniques et permettent des comparaisons fines du changement climatique tel qu'il est observé ou modélisé. Les scientifiques s’appuient sur de telles études pour attribuer les changements climatiques observés à une cause particulière ou à un ensemble de causes. En pratique, les changements climatiques survenus depuis le début de la révolution industrielle sont dus à un mélange complexe de causes humaines et naturelles. L'influence de chaque contributeur dans ce mélange évolue avec le temps. Bien entendu, il n’existe pas plusieurs terres, ce qui permettrait à un expérimentateur de modifier un facteur à la fois sur chaque Terre, ce qui aiderait à isoler différentes empreintes digitales. Par conséquent, les modèles climatiques sont utilisés pour étudier l'impact de chaque facteur élémentaire sur le climat. Par exemple, un facteur unique (comme les gaz à effet de serre) ou un ensemble de facteurs peut être modifié, et la réponse du système climatique modélisé à ces changements individuels ou combinés peut ainsi être étudiée.
Par exemple, lorsque les simulations de réponse climatiques du siècle dernier intègrent l’ensemble des paramètres influant sur le climat, qu’ils soient d'origine humaine ou naturelle, elles peuvent reproduire de nombreux aspects du changement climatique observé. Lorsque les facteurs humains sont retirés des modèles, les résultats suggèrent que la surface de la Terre se serait en fait légèrement refroidie au cours des 50 dernières années (voir le graphique ci-contre). Le message clair des études d'empreintes digitales est que les réchauffement observé au cours des cinquante dernières années ne peut pas être expliqué par des facteurs naturels mais principalement par des facteurs humains.
Une autre empreinte digitale des effets des activités humaines sur le climat a été identifiée en observant une coupe à travers les couches de l'atmosphère et en étudiant le schéma des variations de température de la surface à la stratosphère (voir la section sur l'activité solaire). Les premiers travaux sur les empreintes digitales étaient axés sur les changements de température de surface et atmosphérique. Les scientifiques ont ensuite appliqué des méthodes d'empreintes digitales à tout un ensemble de variables climatiques, en identifiant les signaux d'origine humaine dans par exemple l'évolution de la charge calorifique des océans, de la hauteur de la tropopause (la limite entre la troposphère et la stratosphère, qui, ces dernières décennies, s'est déplacée vers le haut de l'ordre d'une centaines de mètres), de la distribution géographique des précipitations, de la sécheresse, de la pression de surface et du débit des principaux bassins hydrographiques.
Des études publiées après la sortie du quatrième rapport d'évaluation du GIEC en 2007 ont également identifié des signatures anthropiques dans l'augmentation des niveaux de vapeur d'eau atmosphérique (à la fois près de la surface et dans toute l'atmosphère), dans le recul de la banquise en océan Arctique et dans l'évolution des températures de surface de l'Arctique et de l'Antarctique.
Le message de ce travail est que le système climatique raconte l'histoire cohérente d'une influence humaine de plus en plus forte – les changements de températures, d'étendue des glaces, d'humidité et de circulation atmosphérique sont liés de manière physique cohérente, comme des pièces d'un complexe puzzle.
Ce type de recherche d’empreintes digitales prend de plus en plus d’importance. Comme indiqué, des preuves scientifiques claires et convaincantes plaident en faveur d’une influence humaine marquée sur le climat mondial. L'attention porte désormais sur les changements climatiques à l'échelle continentale et régionale, ainsi que sur des variables pouvant avoir des impacts importants sur nos sociétés. Par exemple, les scientifiques ont établi des liens de causalité entre les activités humaines et les modifications du manteau neigeux, l’amplitude thermique journalière et les variations saisonnières de débit des cours d'eau dans les régions montagneuses de l’Ouest des États-Unis. L’activité humaine a selon toute vraisemblance contribué au réchauffement de la surface de l’océan dans les régions où se forment des ouragans. Les chercheurs regardent également au-delà de la physique du climat et commencent à tirer des liens entre la répartition et le comportement saisonnier des espèces végétales ou animales et l'influence humaine sur les températures et les précipitations.
Pendant plus d'une décennie, sur un des aspects du changement climatique, on notait une différence significative entre modèles et observations. Sous les tropiques, tous les modèles ont prédit qu'avec une augmentation des gaz à effet de serre, la troposphère devrait se réchauffer plus rapidement que la surface alors que les observations effectuées à l'aide de ballons-sonde, de satellites et de relevés de surface semblaient montrer un comportement opposé (avec un réchauffement de la surface plus rapide que celui de la troposphère). Cette question a constitué un obstacle à la compréhension des phénomènes climatiques. Il est maintenant en grande partie résolu. Les recherches ont montré qu'il existait de grandes incertitudes dans les données des satellites et des ballons-sonde. Avec une prise en compte appropriée des incertitudes dans les modèles et les observations, les nouvelles données d'observation (correctement traitées) sont désormais en accord avec les résultats des modèles climatiques.

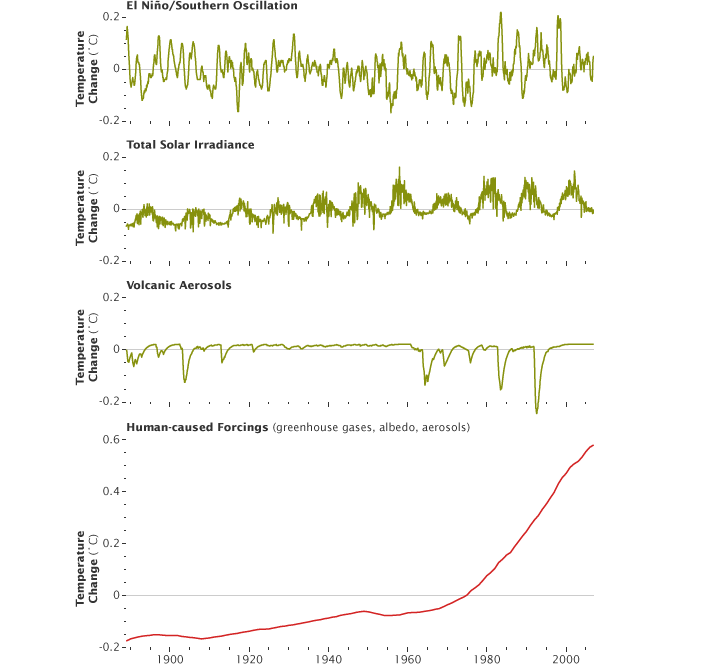
Cet ensemble de graphiques montre les contributions respectives estimées de divers facteurs naturels ou humains aux changements climatiques entre 1889 et 2006. Les contributions estimées sont basées sur des analyses multivariées plutôt que sur des simulations numériques Les graphiques montrent qu'au cours des 120 dernières années, l'influence humaine sur le climat a éclipsé par son ampleur les facteurs naturels Les influences naturelles sur la température comme El Niño, la variabilité solaire ou les aérosols volcaniques, ont un impact d'environ plus ou moins (avec une moyenne proche de zéro), alors que les influences humaines ont causé environ de réchauffement depuis 1889.

Cela ne signifie toutefois pas que toutes les différences restantes entre les modèles et les observations ont été résolues. Les changements observés dans certaines variables climatiques, telles que la banquise arctique, certains aspects des précipitations ou les schémas de pression de surface, semblent se réaliser beaucoup plus rapidement que prévu par les modèles. Les raisons de ces différences ne sont pas encore bien comprises. Toutefois, la conclusion fondamentale de ces analyses d'empreintes digitales est que la plupart des changements observés à ce jour sont cohérents entre eux et concordent également avec notre compréhension scientifique de la manière dont le système climatique devrait réagir face à l'augmentation de ces gaz piégeant la chaleur qu'émettent les activités humaines.

#### Évènements météorologiques extrêmes

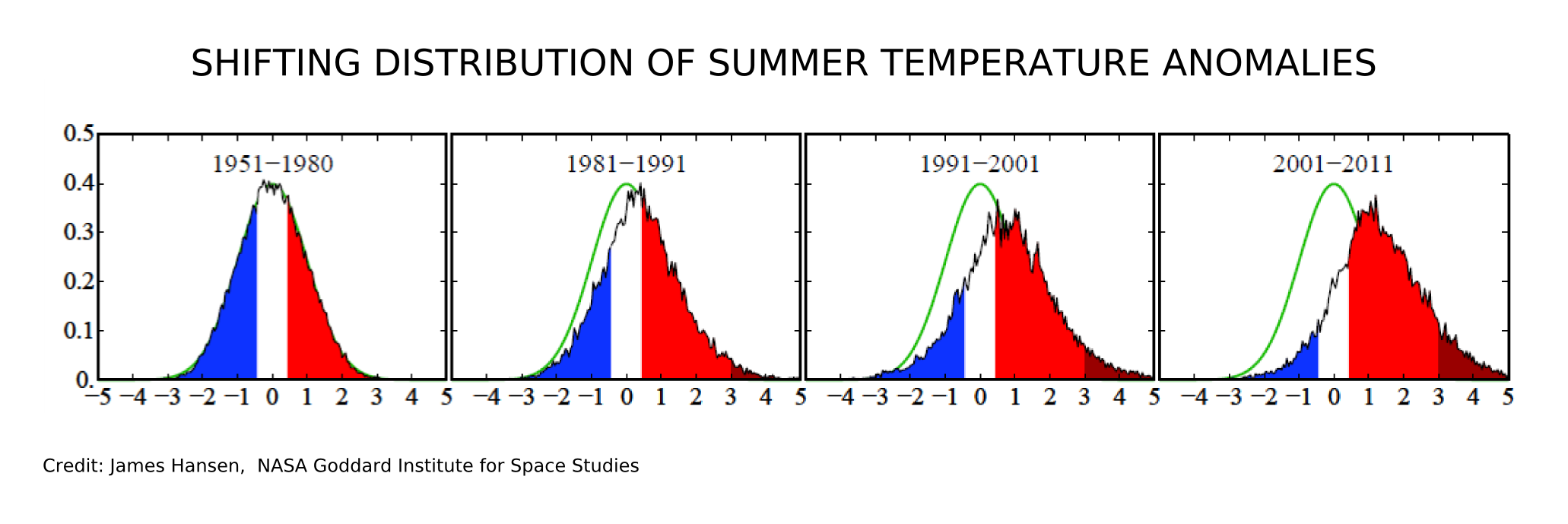
Densité de probabilité (axe vertical) sur une décennie des températures moyennes en été dans l'hémisphère nord, en nombre d'écarts types (axe horizontal) de la courbe de référence établie entre 1951 à 1980 (un écart type vaut env.). Selon Hansen, 2012, la distribution des températures s'est déplacée vers la droite du fait du réchauffement climatique, ce qui signifie que les étés exceptionnellement chauds sont devenus plus courants. Considérons le jet d'un dé : maintenant les étés froids (bleu) ne couvrent plus que la moitié du côté d'un dé à six faces, les étés standards (blanc) couvrent un côté entier, les étés chauds (rouge) en couvrent quatre et les anomalies extrêmement chaudes (brun-rouge) couvrent la moitié restante.

L'un des sujets abordés dans la littérature est de savoir si l'on peut attribuer aux activités humaines la fréquence accrue des phénomènes météorologiques extrêmes. Seneviratne et al. (2012) ont déclaré qu'il était difficile d'attribuer tel ou tel évènement météorologique extrême aux activités humaines. Ils étaient en revanche plus confiants pour leur attribuer l’évolution des phénomènes météorologiques extrêmes sur le long-terme. Par exemple, Seneviratne et al. (2012) ont conclu que les activités humaines étaient vraisemblablement à l'origine de l'augmentation des extrema de température quotidiens à l'échelle mondiale.
Une autre façon de voir le problème consiste à examiner les effets du changement climatique d'origine anthropique sur la probabilité d'occurrence de futurs évènements météorologiques extrêmes. Stott et al. (2003), par exemple, ont examiné si les activités humaines avaient accru le risque de vagues de chaleur importantes en Europe, comme ce fut le cas en 2003. Leur conclusion est que les activités humaines ont très probablement plus que doublé le risque de vagues de chaleur de cette importance.
Une analogie a été établie entre le changement climatique induit par les activités humaines et un sportif sous stéroïdes. De la même manière que l'athlète peut augmenter sa performance avec l'utilisation de stéroïdes, le changement climatique d'origine anthropique permet d'augmenter la fréquence ou l'intensité des phénomènes météorologiques extrêmes.
Hansen et al. (2012) ont suggéré que les activités humaines avaient considérablement augmenté le risque de vagues de chaleur en été. Selon leur analyse, la superficie terrestre affectée par des anomalies de température estivale très chaudes a considérablement augmenté ces dernières décennies (voir les graphiques ci-contre). Au cours de la période de base 1951 - 1980, ces anomalies couvraient quelques dixièmes de pour cent de la superficie totale des terres. Au cours des dernières années, cette superficie atteint environ 10 % de la superficie terrestre totale. Avec un taux de confiance important, Hansen et al. (2012) ont attribué les vagues de chaleur de 2010 à Moscou et de 2011 au Texas au réchauffement climatique d'origine anthropique.
Une étude antérieure de Dole et al. (2011) ont conclu que la vague de chaleur de 2010 à Moscou était principalement due à la variabilité naturelle du temps. Sans citer explicitement Dole et al. (2011), Hansen et al. (2012) a rejeté ce type d'explication. Hansen et al. (2012) ont montré qu'une combinaison de la variabilité naturelle du temps et du réchauffement climatique induit par les activités humaines était à l'origine des vagues de chaleur de Moscou et du Texas.
Une étude publiée en décembre 2017, quatre mois après les pluies torrentielles et les crues liées à l'ouragan Harvey, détermine que cet événement a été rendu trois fois plus probable et 15 % plus intense par le réchauffement climatique.
Plus de 475 000 personnes ont perdu la vie de 2000 à 2019 à cause des événements météorologiques extrêmes, plus de 11 000 tempêtes, inondations ou canicules, d'après le rapport « Global Climate Risk Index 2021 » de l'ONG GermanWatch. Porto Rico, la Birmanie et Haïti font partie des pays les plus touchés. Ces catastrophes ont coûté 2 560 milliards $.

#### Activité solaire

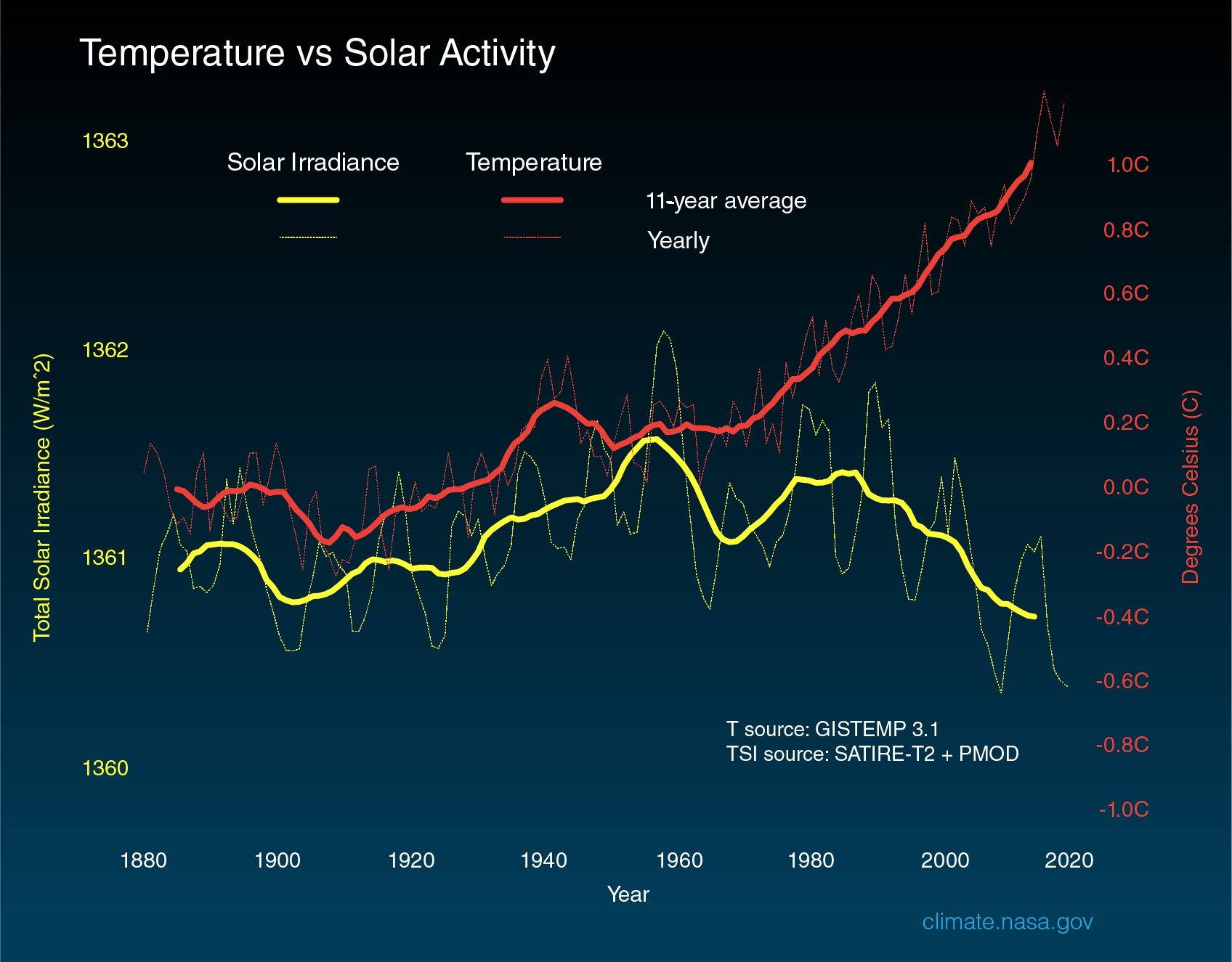
Tracés respectifs du rayonnement solaire (en jaune) et de la température (en rouge) depuis 1880.

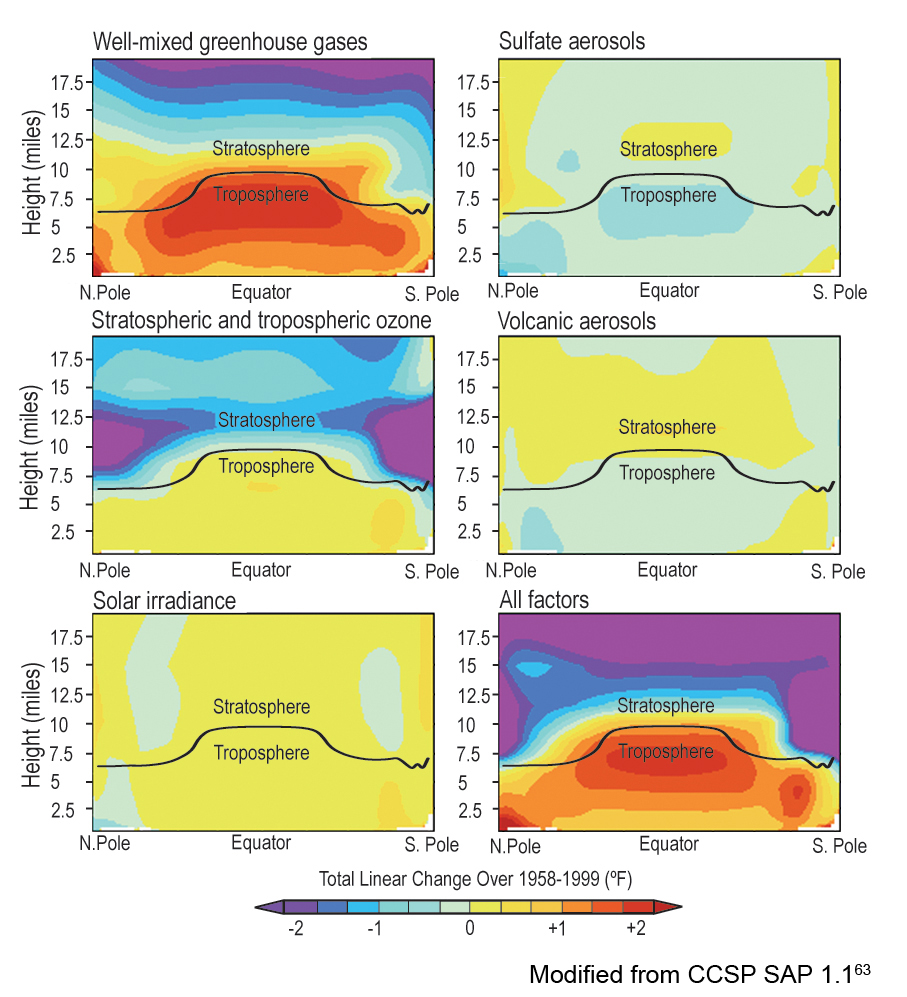
Simulation numérique de l'effet de divers facteurs (y compris les GES et l'irradiation solaire) isolés ou combinés, montrant notamment que l'irradiation solaire (en bas à gauche) produit un échauffement faible et uniforme, contrairement à ce qui est observé (en bas à droite) : fort réchauffement de la troposphère, notamment aux faibles latitudes et plus prononcé dans l’hémisphère nord.

Le maximum solaire se produit lorsque le champ magnétique du soleil s’effondre et s’inverse dans le cadre du cycle solaire de 11 ans en moyenne (22 ans pour une restauration complète du nord au nord).
Les scientifiques du climat ont examiné le rôle du soleil dans le changement climatique récent. Depuis 1978, le rayonnement solaire a pu être mesuré par satellites:6 de manière beaucoup plus précise que depuis la surface. Ces mesures indiquent que l'irradiation solaire totale n'a pas augmenté depuis 1978 ; le réchauffement des 30 dernières années ne peut donc pas être directement attribué à une augmentation du flux de rayonnement solaire atteignant la Terre (voir le graphique ci-dessus, à gauche). Au cours des trois décennies écoulées depuis 1978, la combinaison des activités solaire et volcanique a eu plutôt un léger effet de refroidissement du climat.
Les modèles climatiques ont été utilisés pour examiner le rôle du soleil dans les récents changements climatiques. Il s'avère que les modèles sont incapables de reproduire le réchauffement rapide observé au cours des dernières décennies lorsqu'ils ne tiennent compte que des variations de l'irradiation solaire totale et de l'activité volcanique. Les modèles sont en revanche capables de simuler les changements de température observés au 20e siècle quand ils incluent l'ensemble des forçages externes les plus importants, comprenant les influences humaines et les forçages naturels. Comme cela a déjà été dit, Hegerl et al. (2007) ont conclu que le forçage de gaz à effet de serre avait « très probablement » été à l'origine de la majeure partie du réchauffement planétaire observé depuis le milieu du 20e siècle. .
Le rôle de l'activité solaire dans le changement climatique a également été calculé sur des périodes plus longues en utilisant des ensembles de données indirectes, telles que les cernes des arbres. Les modèles indiquent que les forçages solaires et volcaniques peuvent expliquer les périodes de chaleur et de froid relatifs entre 1000 et 1900, mais des forçages d'origine humaine sont nécessaires pour reproduire le réchauffement de la fin du 20e siècle.
Un autre élément de preuve indiquant que le soleil n'a pas été à l'origine des changements climatiques récents vient de l'examen de l'évolution des températures à différents niveaux de l'atmosphère terrestre. Les modèles et les observations (voir la figure ci-dessus, au centre) montrent que les gaz à effet de serre entrainent un réchauffement de la basse atmosphère (la troposphère) mais un refroidissement de la haute atmosphère (la stratosphère). L'affaiblissement de la couche d’ozone par les frigorigènes chimiques entraine également un effet de refroidissement dans la stratosphère. Si le soleil était responsable du réchauffement observé, on s'attendrait à un réchauffement de la troposphère et de la stratosphère, car une activité solaire accrue renforcerait la couche d'ozone et les oxydes d'azote. La stratosphère a un gradient de température inverse de celui de la troposphère, de sorte que lorsque la température de la troposphère se refroidit avec l'altitude, celle de la stratosphère augmente avec l'altitude.
Les cellules de Hadley, le mécanisme par lequel l'ozone équatorial généré sous les tropiques (la zone la plus irradiée par les ultraviolets dans la stratosphère), s'étendent vers les pôles. Les modèles climatiques globaux suggèrent que le changement climatique pourrait élargir les cellules de Hadley et pousser le courant-jet vers le nord, élargissant ainsi la région des tropiques et entrainant des conditions plus chaudes et plus sèches dans l'ensemble de ces régions.

## Hypothèses alternatives rejetées

### Influence supposée de l'activité solaire

Contribution des facteurs naturels et des activités humaines au forçage radiatif du climat. Les valeurs du forçage radiatif sont de 2005, comparées à celles de l'ère préindustrielle (1750). La contribution de l'irradiation solaire au forçage radiatif est égale à 5 % de la valeur du forçage combiné causé par l'augmentation des concentrations atmosphériques de dioxyde de carbone, de méthane et de protoxyde d'azote.

Habibullo Abdussamatov (2004), responsable de la recherche spatiale à l'observatoire astronomique de Pulkovo de Saint-Pétersbourg en Russie, a fait valoir que le Soleil était responsable des changements climatiques récemment observés.
Des journalistes de l'agence canadienne Postmedia News (Solomon, 2007b), de National Geographic News (Ravillious, 2007)
et de Live Science (Than, 2007), ont relaté l'histoire du réchauffement sur Mars, citant Abdussamatov. Ce dernier soutenait que le réchauffement sur Mars prouvait l'origine solaire du réchauffement de la Terre.
Ravillious (2007) a cité deux scientifiques en désaccord avec Abdussamatov : Amato Evan, climatologue à l'université du Wisconsin à Madison, aux États-Unis et Colin Wilson, un astronome de l'université d'Oxford au Royaume-Uni. Selon Wilson, « les oscillations de l'orbite de Mars sont la principale cause de son changement climatique de l'ère actuelle ». Than (2007) a cité Charles Long, physicien spécialiste du climat au Pacific Northwest National Laboratory (États-Unis), qui a également contredit Abdussamatov.
Than (2007) a souligné le point de vue de Benny Peiser, anthropologue social à l'université de Liverpool John-Moores au Royaume-Uni. Dans sa lettre d'information, Peiser a cité un blog qui avait commenté le réchauffement observé sur plusieurs corps planétaires du système solaire. Ceux-ci incluaient la lune Triton de Neptune,
Jupiter,
Pluton et Mars. Than (2007) a fourni d'autres explications sur les raisons du réchauffement observé sur Triton, Pluton et Mars.
L'Environmental Protection Agency (US EPA, 2009) a répondu aux commentaires publics sur l'attribution des changements climatiques. Un certain nombre de commentateurs avaient soutenu que le changement climatique récent pouvait être attribué aux variations du rayonnement solaire. Selon l'US EPA (2009), cette prise de position n’est pas étayée par l'essentiel de la littérature scientifique. Citant les travaux du GIEC (2007), l’US EPA a souligné la faible contribution du rayonnement solaire au forçage radiatif depuis le début de la révolution industrielle en 1750. Sur cette période (1750 à 2005), la contribution estimée de l'irradiation solaire au forçage radiatif n'était égale qu'à 5 % de la valeur du forçage combiné causé par l'augmentation des concentrations atmosphériques de dioxyde de carbone, de méthane et de protoxyde d'azote (voir graphique ci-contre).

### Influence supposée des rayons cosmiques
Henrik Svensmark a suggéré que l'activité magnétique du soleil dévie les rayons cosmiques, ce qui pourrait influencer la génération de noyaux de condensation dans les nuages et avoir ainsi un effet sur le climat. Le site Web Science Daily a présenté une étude réalisée en 2009 sur la manière dont les changements climatiques passés ont pu être affectés par le champ magnétique terrestre. Le géophysicien Mads Faurschou Knudsen, coauteur de l'étude, a déclaré que les résultats de l'étude appuyaient la théorie de Svensmark tout en reconnaissant que le CO2 joue un rôle important dans le changement climatique.

L'idée selon laquelle les rayons cosmiques constitueraient le mécanisme par lequel les changements d'activité solaire affectent le climat n'est pas corroborée par la littérature. Solomon et al. (2007) déclarent :
[…] la série chronologique des rayons cosmiques ne semble pas correspondre à la couverture nuageuse globale après 1991 ni à la couverture nuageuse globale de faible altitude après 1994. Parallèlement à l'absence de mécanisme physique prouvé et à la plausibilité d'autres facteurs déterminants ayant une incidence sur les changements dans la couverture nuageuse, l’association entre les modifications de la formation des aérosols induites par les rayons cosmiques galactiques et la formation des nuages est controversée.
En 2023, à l'occasion de la publication du sixième rapport d'évaluation du GIEC, le journaliste scientifique français Sylvestre Huet souligne que « les hypothèses sur une contribution des rayons cosmiques à l'évolution climatique via une amplification liée aux nuages et aux aérosols n'ont pas été confirmées par les expériences et observations ».

## Position de la communauté scientifique
Un essai du magazine Science a examiné 928 résumés d'études sur le changement climatique et conclu que la plupart des articles de journaux acceptaient le consensus.
Un article paru en 2010 dans les Proceedings of the National Academy of Sciences a révélé que parmi un millier de chercheurs travaillant directement sur les questions climatiques et publiant principalement sur le sujet, 97 % sont d'accord pour dire qu'un changement climatique d'origine anthropique se produit.
Un article de 2011 de l'université George-Mason, publié dans l'International Journal of Public Opinion Research intitulé « La structure de l'opinion scientifique sur le changement climatique », a recueilli les opinions de scientifiques travaillant dans les sciences de la Terre, de l'espace, de l'atmosphère, de l'océan ou de l'hydrologie. Les 489 participants à l'enquête — représentant près de la moitié des personnes éligibles selon les critères de l'enquête — travaillent dans les universités, les organismes gouvernementaux ou l'industrie, et sont membres d'organisations professionnelles prestigieuses. L'étude a révélé que 97 % des 489 scientifiques interrogés s'accordaient pour dire que les températures mondiales avaient augmenté au cours du siècle dernier. De plus, 84 % d'entre eux étaient d'accord pour dire qu'un « réchauffement climatique provoqué les emissions humaines de gaz à effet de serre » se produit actuellement. Seulement 5 % étaient en désaccord avec l'idée selon laquelle les activités humaines sont une cause importante du réchauffement climatique.

### Traduction
- (en) Cet article est partiellement ou en totalité issu de l’article de Wikipédia en anglais intitulé « Attribution of recent climate change » (voir la liste des auteurs).